# Sanctuaire Myōgi
Le sanctuaire Myōgi (妙義神社, Myōgi-jinja) est situé dans la ville de Tomioka dans le département de Gunma. Il était anciennement désigné sanctuaire départemental dans le « système moderne de classement des sanctuaires shinto » (近代社格制度)

## Résumé
Érigé au pied du mont Myōgi, une des trois montagnes de Jōmō (上毛三山), sur le flanc est, le sanctuaire Myōgi est le sanctuaire principal du mont. De par sa localisation favorable au nord-ouest de la plaine du Kantō, les Tokugawa y priaient pour la prospérité de la famille shogunale durant l'époque Edo.
Dans les années 2000, le sanctuaire a été le lieu de tournage de scènes de deux drama, Yoshitsune (「義経」) en 2005 et Tenchijin (「天地人」) en 2009.
En 2007, à la suite d'un typhon, une partie du sanctuaire a été endommagée dans un glissement de terrain et l'accès aux escaliers menant au pavillon principal a été interdit. Les célébrations ont temporairement été faites dans le sanctuaire Hakoso (波己曽社殿). Les travaux de restauration se sont achevés en décembre 2013 et le pavillon principal a été rouvert au public après 5 ans de travaux.

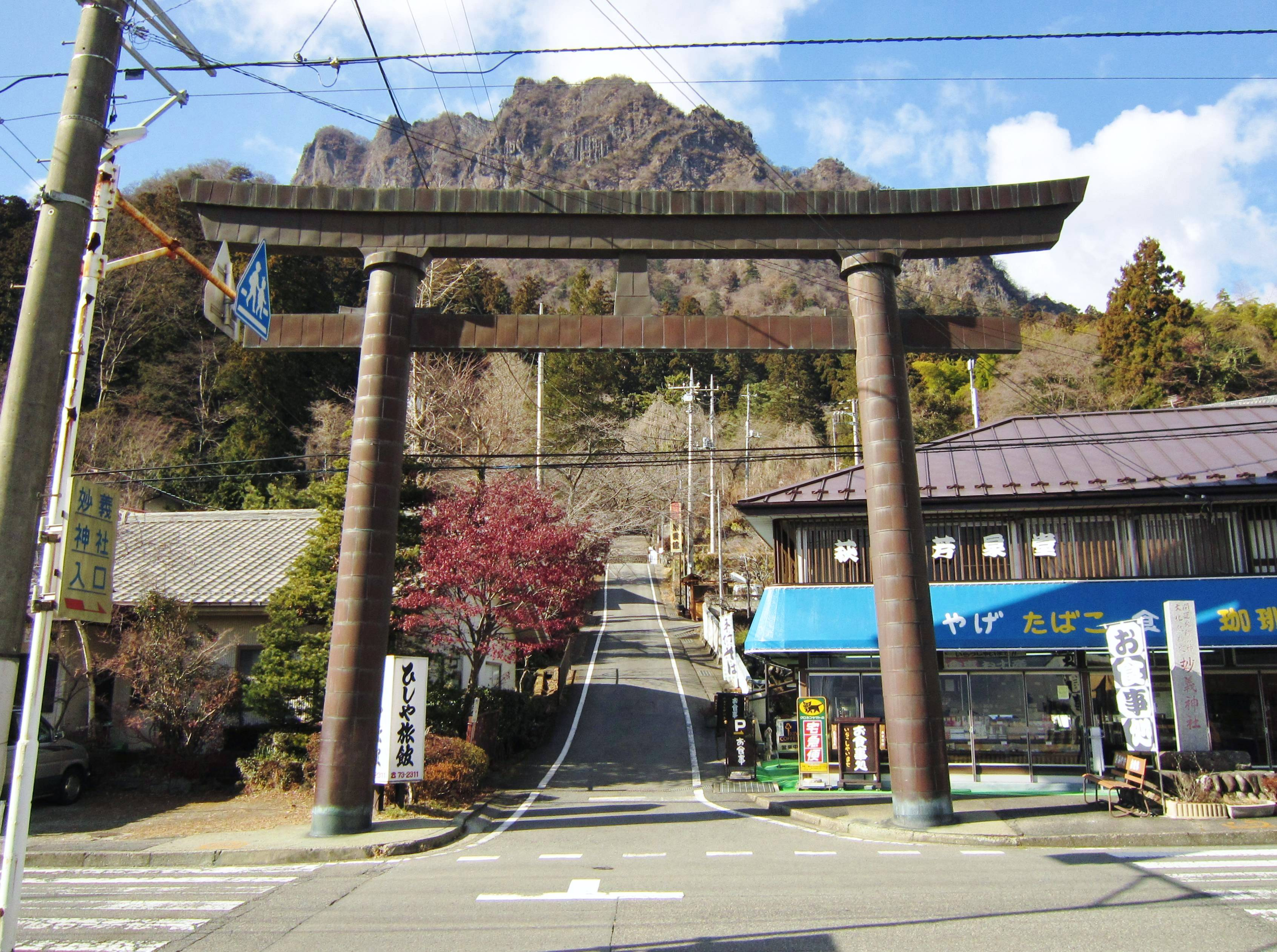
O-Torii sur la route départementale
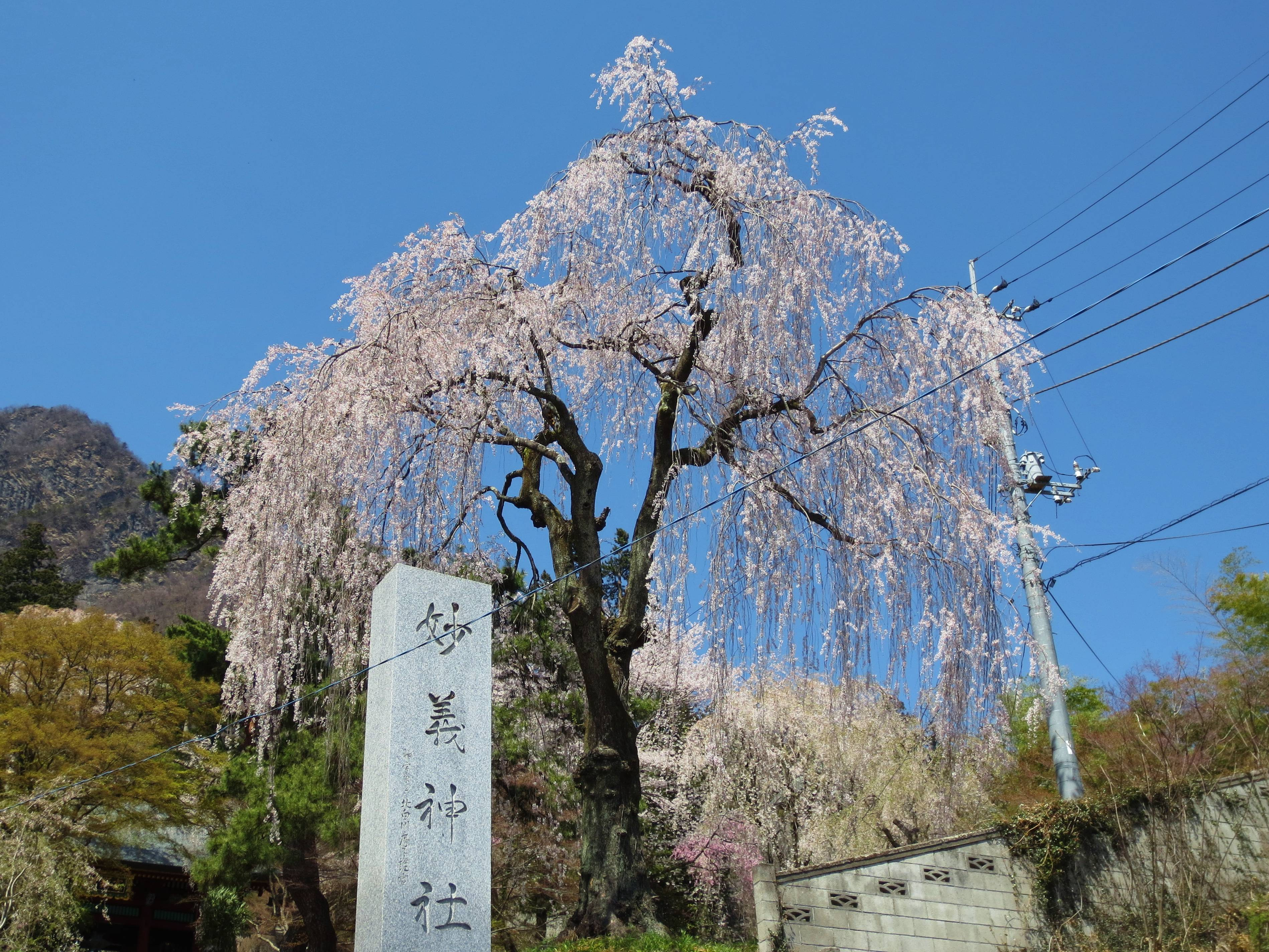
Cerisier pleureur
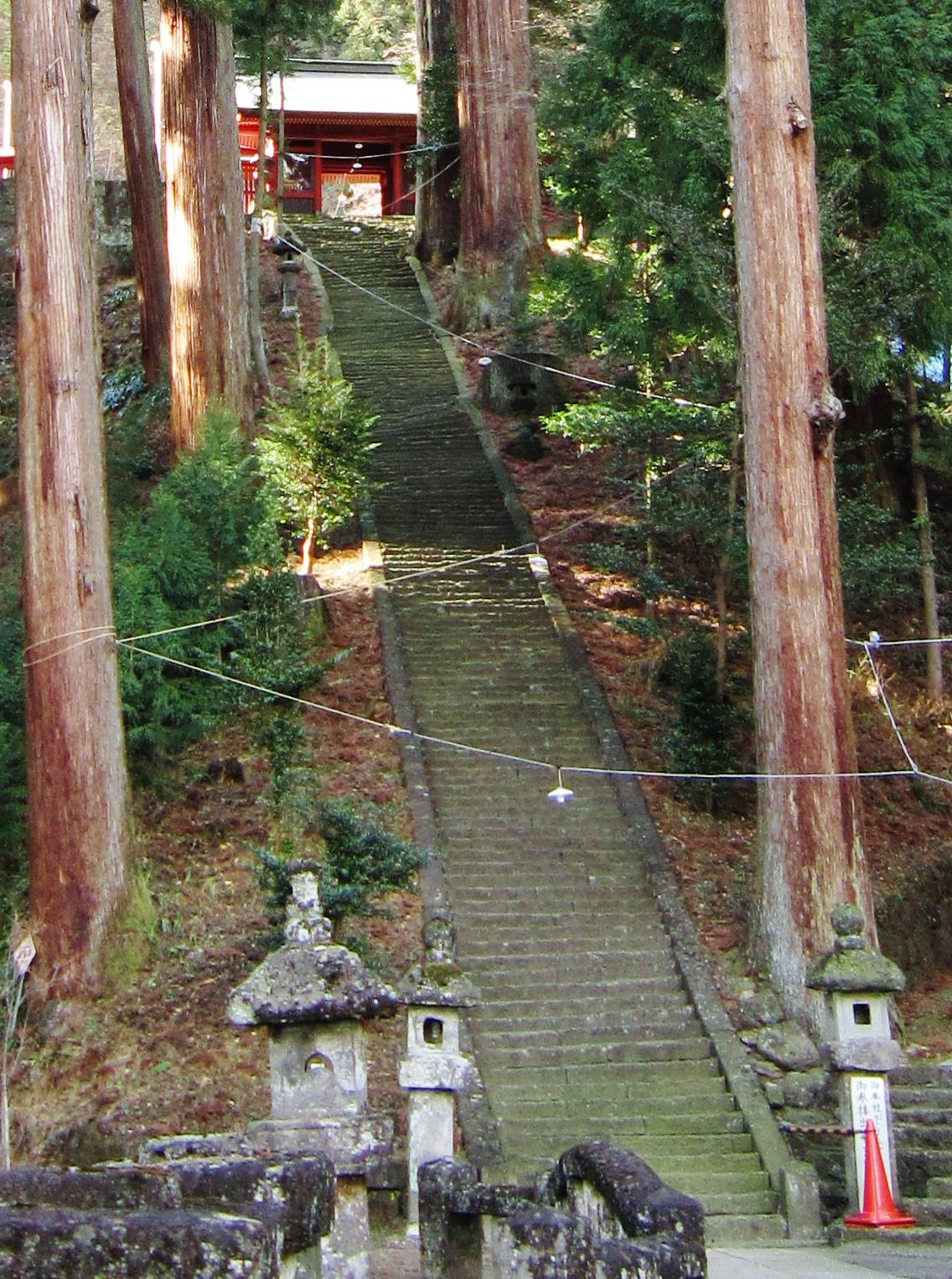
Escaliers en pierre menant à la Porte Karamon

## Histoire
On raconte que le premier sanctuaire aurait été érigé en 537. Le sanctuaire actuel est le résultat de travaux de restauration entrepris entre 1751 et 1764. Anciennement, le sanctuaire portait le nom de sanctuaire Hakoso. Il est enregistré sous ce nom dans les « Chroniques véridiques des trois règnes » (日本三代実録).

## Biens culturels
Biens Culturels d'Importance Nationale (重要文化財)
- Pavillon principal (本殿殿), Pavillon des offrandes (幣殿), Pavillon cérémoniel (拝殿)

- Porte Karamon

- Porte principale (総門)

- Manuscrit illustré 紙本著色地蔵菩薩霊験記 (Jizoubosatsureigenki) (Don au Musée National de Tokyo)

Biens désignés d'importance départementale (群馬県指定重要文化財)
- Porte Suijinmon (随神門), cloître Sodekairou (袖廻廊), Grand torii en cuivre, mur de pierre

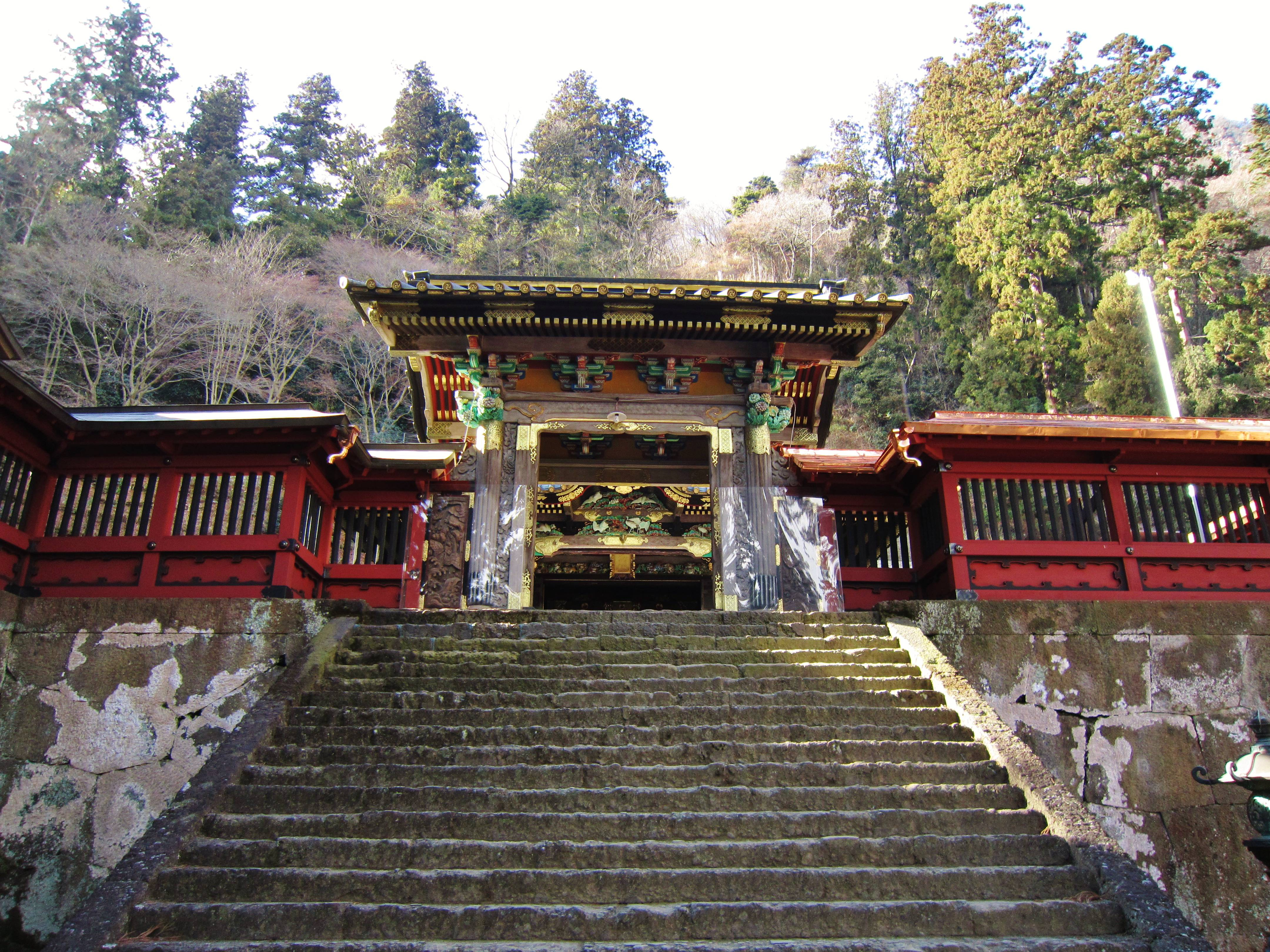
Porte Karamon
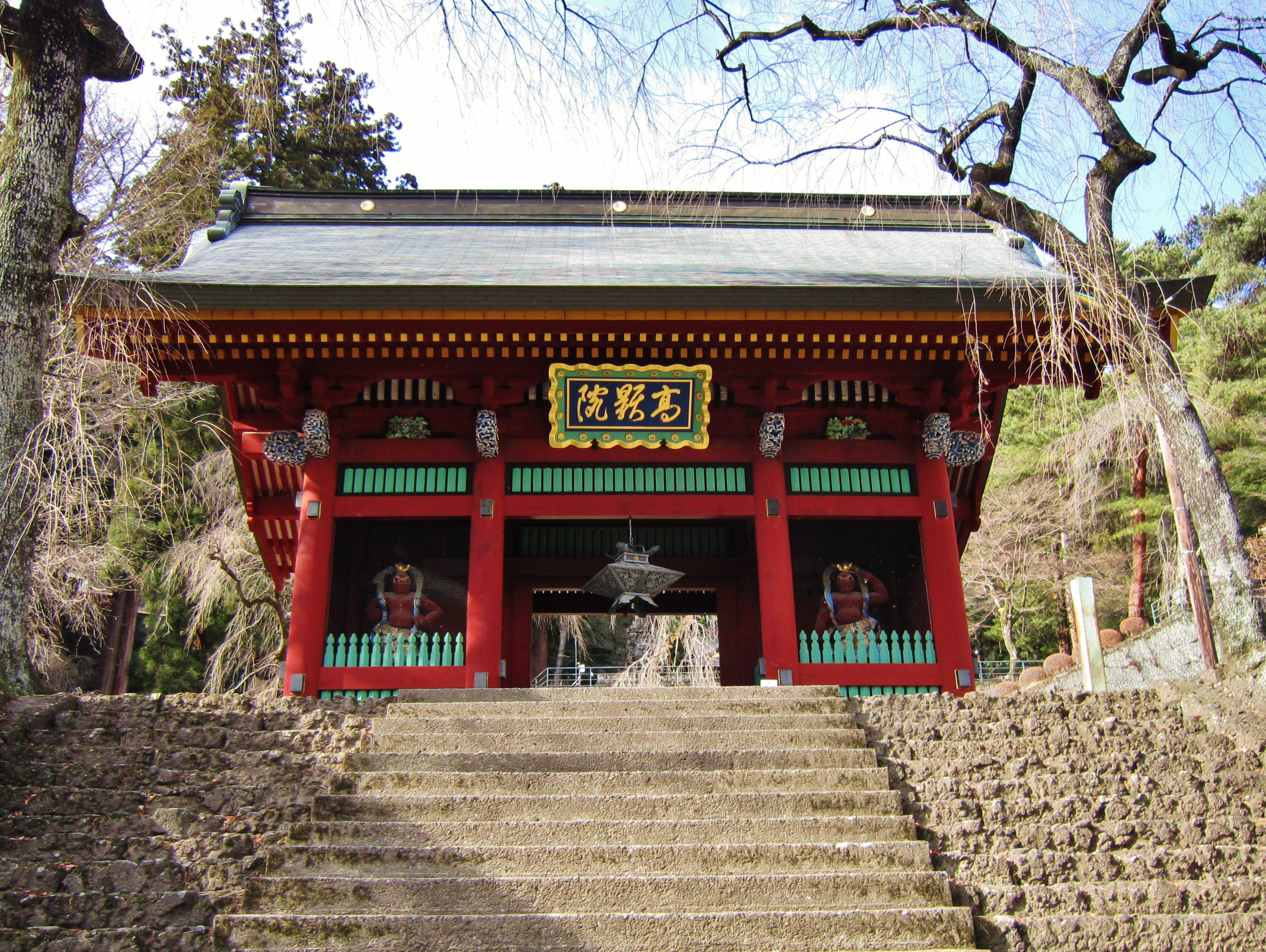
Porte principale

## Rubriques connexes
- 神社一覧

- 山岳信仰

- 道の駅みょうぎ